# Короларије
Короларија или королар (лат. corollarium) је закључак, последица. У математици је то врста теореме, очигледна последица основне теореме или теорема којој посебно доказивање није потребно јер очигледно следи из претходне теореме.